# شیلیگان
شیلیگان ، روستایی است از توابع بخش لطف‌آباد و در شهرستان درگز استان خراسان رضوی ایران.

## جمعیت
این روستا در دهستان دیباج قرار داشته و بر اساس سرشماری سال ۱۳۸۵ جمعیت آن (۲۱۵خانوار) ۷۵۶نفر
بوده است.

## رودخانه
در این روستا رودخانه زیبایی واقع شده است که باعث آبیاری به روستا های اطراف میشود.